# 阿朗壹古道

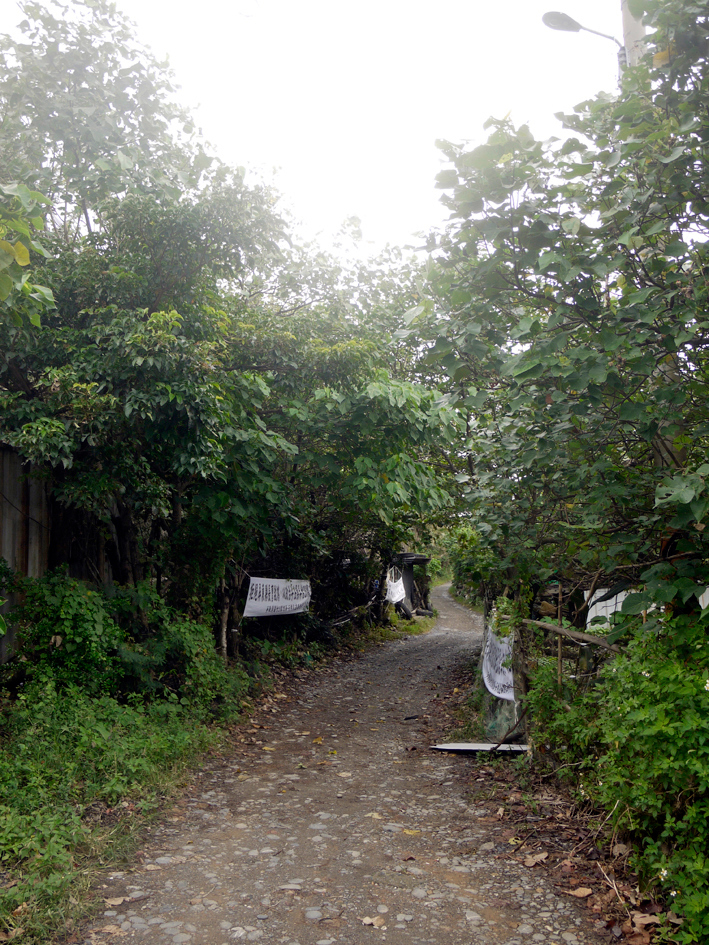
阿塱壹古道於旭海村的入口處

22°13′05″N 120°53′33″E / 22.21805°N 120.89242°E
阿朗壹古道（又作阿塱壹古道，官方正式名稱為瑯嶠卑南古道）是臺灣現存的古道之一，位於省道台26線未通車段，臺東縣達仁鄉南田村至屏東縣牡丹鄉旭海村之間的南北向古道，東臨太平洋，鄰近區域保有臺灣碩果僅存的海岸原生林。為清代「瑯嶠卑南道」（今屏東縣恆春（古名瑯嶠）至臺東縣卑南）的現存古道。「阿朗壹」音譯自達仁鄉安朔村安朔部落的本名 ，古道在該部落的傳統領域內，但古道並未經過該部落。
因交通部公路總局計畫在古道路廊闢建台26線路段，引起環保團體的抗議後，屏東縣路段被劃入屏東縣「旭海觀音鼻自然保留區」，受相關法規的管制保護、入內皆需事先申請。

## 歷史

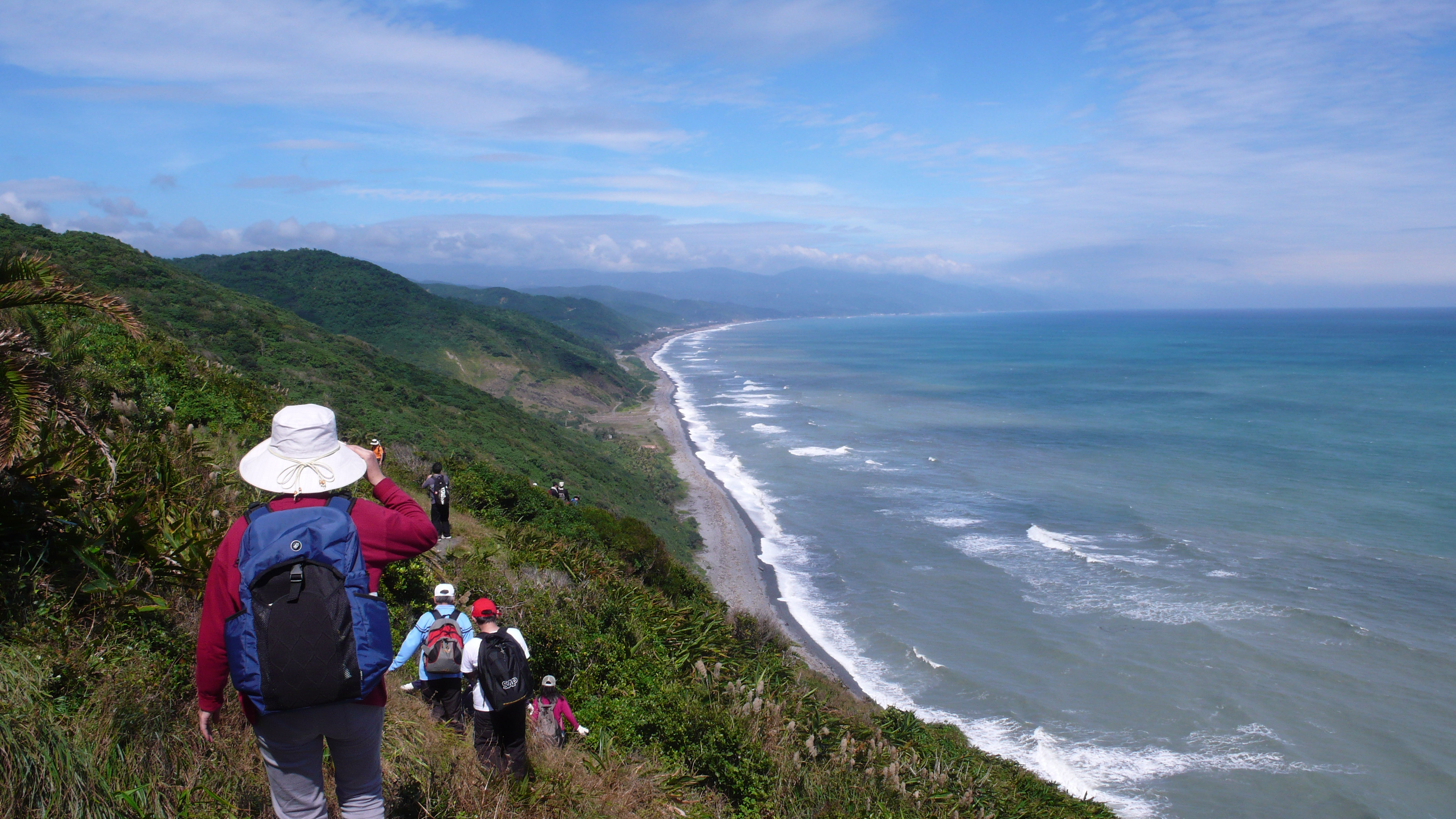
從阿塱壹古道俯瞰台灣的海岸線

牡丹社事件後，1874年至1895年間（清朝同治13年至光緒21年間），清廷先後開闢八條東西越嶺道路通往台灣東部。其中一條道路由恆春鎮通往卑南，即為琅嶠－卑南道，總長約203公里。根據文獻紀錄，古道大致由恆春東門起程，往東越小嶺，再溯港口溪北上至源頭附近後，向東翻越山嶺出八瑤灣，最後沿東海岸往北抵達卑南。此路線多沿溪或沿海岸而行，地勢較為平坦，自台灣荷蘭統治時期即被用為通往台灣東部。
1877年（光緒3年），從八瑤灣沿海岸往北至安朔溪的路段便已開通完成，之後成為先民拓荒、清兵行軍、以及西方學者探險的路線。此路段沿著中央山脈東南段與西太平洋之間的礫石與珊瑚礁岩海岸線，在第二次世界大戰末期，日軍為防美軍跳島戰術從牡丹灣登陸，自行炸毀附近部分古道路基，目前僅剩屏東縣旭海漁港經牡丹鼻、觀音鼻至台東縣界塔瓦溪約四公里海岸，因長期受軍事管制影響，成為台灣陸路交通較不發達的海岸地區之一。此段海岸保留部分古道殘基及較原始風貌，成為台灣沿岸地質地貌的代表，並且列為南台灣國家步道系統之一。
「阿朗壹」一詞源於今臺東縣達仁鄉的舊社阿朗壹社（意為團結、聚集，日治時期譯作「阿郎壹」或「阿塱衛」 （页面存档备份，存于）），現今所指的阿朗壹古道全線皆在該社的傳統領域之內。在墾丁國家公園管理處策畫「瑯嶠、卑南古道知性之旅」時，認為從屏東縣旭海步行至台東縣南田，活動名稱若加上旭海至南田則嫌冗長，於是簡稱為「阿朗壹古道」，此古道名稱自此開始被引用至今。

## 自然景觀
南田至旭海段的南北向古道由北而南有達仁溪、塔瓦溪及里仁溪等河川，並有觀音鼻及牡丹鼻兩處突出海崖。崩解的岩石經海水長年沖蝕下，形成圓滑的南田石堆積於海岸線。在古道上也可發現在台灣屬於一級保育類的綠蠵龜於觀音鼻一帶海域活動。

## 爭議

### 台26線安朔至旭海段道路工程
為改善屏東、台東兩縣之間交通，交通部公路總局提出「台26線安朔至港口段公路整體改善計畫」，包括要拓寬縣道200號，並且新建台東縣達仁鄉安朔村至屏東縣牡丹鄉旭海村間的省道台26線，完成台灣濱海公路系統。2002年，省道台26線安朔至旭海段通過環境影響評估，此段工程計畫分為六段標案發包，道路長度約11.8公里，以完工後行車時速50公里估算，行駛時間約14分鐘。和現行道路約32公里，行車時速30公里，車行約需64分鐘作比較，里程和時間都可大幅縮短。
2006年起，台東縣境內的第五及第六標工程陸續動工。至於在屏東縣境內的第一至四標段，因濱臨海岸線，在2006年變更部分路線設計，以增設兩處隧道的方式取代原路線規劃的濱海平面道路，希望減輕對海岸環境的影響。此變更案依法須再提出環境影響差異分析報告送審，最終於2010年10月1日通過。此案引發環保團體反對，並指責屏東縣政府四年多來從未在環評審查會上表達反對立場。
屏東縣政府於2012年劃設自然文化保留區及中央未能居中協調解決相關問題，致工程延宕多年仍無法興建旭海至下南田段，公路總局楓港工務段已著手將徵收土地及地上物歸還於民，也宣告著台26線不會貫通了，已沒有興建的計畫，台東聯外替代道路夢碎。2015年啟動廢止徵收作業，將土地及地上物歸還於民，共有15位被徵收對象，目前有6位完成作業；最後7公里已經沒有辦法在現有的持續預算進行施工作業。

### 台東不滿屏東設置自然保留區

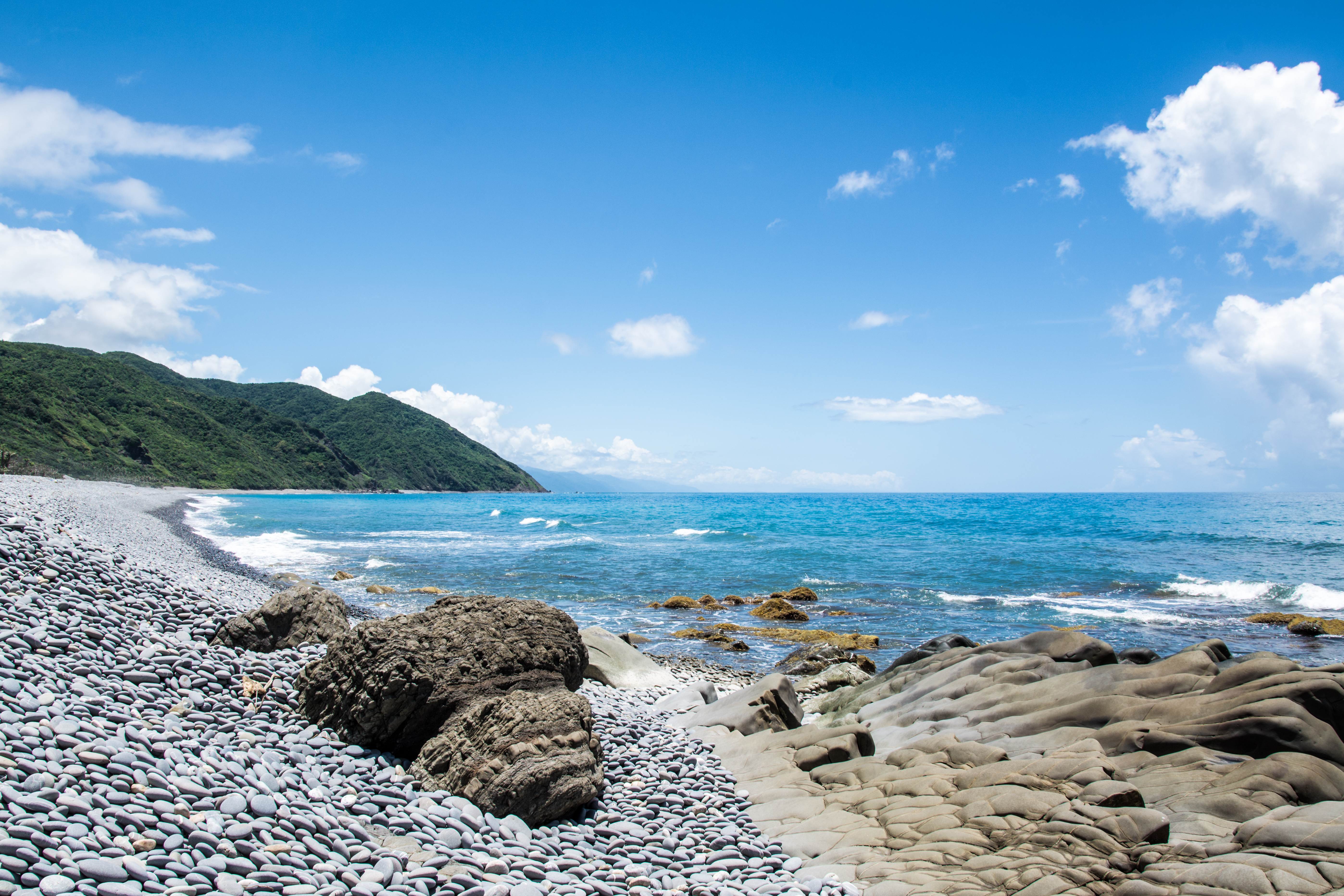
旭海觀音鼻自然保留區

2006年，屏東縣長曹啟鴻在縣議會備詢時，兩度表達若環境影響評估通過，將支持開通台26線，但在之後改變立場。2011年2月1日，屏東縣政府依《文化資產保存法》公告「旭海─觀音鼻暫定自然保留區」，期限六個月，之後又依法延長六個月至2012年1月31日，以進行該地的地質與生物資源調查。
2012年1月18日，在出席的14名委員有13人同意下，屏東縣政府審議通過劃設「旭海觀音鼻自然保留區」，並於1月20日正式公告。其中92位地主所有的155筆私人土地不劃入自然保留區，使保留區成為一個「ㄇ」字型區域，區域內土地為林務局、國有財產局、公路總局等單位的公有地，包括牡丹鄉境內旭海至觀音鼻段，面積達841.3公頃，禁止開發。此事引起臺東縣政府、支持台26線興建的民眾及民意代表等人的不滿。台東縣政府曾於二月底行文行政院農委會，要求撤銷屏東縣劃設自然保留區的公告。台東縣長黃健庭表示屏東縣府在環評會議時，不是缺席就是不表示意見。他認為屏東縣刻意要阻斷台26線貫通，保留區的劃設未經兩縣協調，也將私人土地及原住民保留地予以排除，形成切割和零碎的劃設，且範圍內約六百多公頃土地是國有土地，劃設權責及評估責任在中央所轄土地管理機關。農委會曾就此案召開協調會，但無進展。
後續爭議及現況
屏東縣政府於2011年暫定自然保留區後公告實施遊客總量管制，並於2012年5月公布《屏東縣旭海觀音鼻自然保留區管理辦法》。除每日限額三百人進入外，申請進入阿朗壹古道健行者，需強制聘僱解說員才能進入，二十人以下團體需聘僱一位，以此類推，每日、每次要價新台幣三千元。此項收費規定曾引發登山團體不滿，甚至有部分遊客選擇從臺東縣進入，屏東縣府進而規定從台東進入的遊客得從台東離開，否則處以新台幣三萬以上、十五萬元以下罰款。隨著知名度漸增，遊客數增多的情況下，垃圾隨意丟棄、古道路徑遭破壞等情事接連經由媒體報導，也讓屏東縣政府必須在保留區內搭設原木步道，甚至進一步計畫在雨季時封山。

## 外部連結
- 旭海觀音鼻自然保留區 （页面存档备份，存于），林保署自然保育網
- 旭海觀音鼻自然保留區線上預約申請網站 （页面存档备份，存于），屏東縣政府

1. 1 2  顏士傑、林瓊瑤. . 台灣國家公園電子報0149期. 內政部營建署. 2007-12-17  [2013-01-26]. （原始内容存档于2019-11-30）.
2. 1 2  . 屏東縣政府文化處.   [2013-01-27]. （原始内容存档于2013-07-31）.
3. 1 2  郭素秋. . 墾丁國家公園管理處. 2011. （原始内容存档于2014-03-13）.
4. ↑   (PDF) (报告). 行政院原住民族委員會. 2005  [2022-01-04]. （原始内容 (PDF)存档于2022-01-03）.
5. ↑  潘志華. . 蘋果日報. 2018-06-17  [2021-11-08]. （原始内容存档于2021-11-08）.
6. ↑  潘欣中. . 聯合報. 2011-12-06.[永久]
7. ↑  陳朝圳. . 墾丁國家公園管理處. 2011. （原始内容存档于2016-03-04）.
8. ↑  . 交通部公路總局. 2002-03. （原始内容存档于2012-08-14）.
9. 1 2  . 交通部公路總局: 1–1至1–11頁. 2011-05.[永久]
10. ↑  . 環境資訊中心. 2010-03-11  [2016-03-29]. （原始内容存档于2016-04-10）.
11. ↑  郭靜慧. . 自由時報. 2006-03-17  [2013-01-17]. （原始内容存档于2013-06-15）.
12. ↑  曾鴻儒、劉力仁、侯千絹. . 自由時報. 2010-12-05  [2013-01-17]. （原始内容存档于2011-08-29）.
13. ↑  侯千絹、葉永騫. . 自由時報. 2010-12-03  [2013-01-17]. （原始内容存档于2012-11-16）.
14. 1 2  尤聰光. . 聯合新聞網. 2018-04-18. （原始内容存档于2018-04-18）.
15. ↑  吳明忠. . 自由時報. 2011-06-25  [2013-01-17]. （原始内容存档于2011-08-28）.
16. ↑  羅欣貞. . 自由時報. 2011-07-27  [2013-01-17]. （原始内容存档于2012-03-27）.
17. ↑  羅欣貞. . 自由時報. 2011-08-02  [2013-01-17]. （原始内容存档于2012-01-16）.
18. ↑  . 屏東縣政府農業處. 2012-01-20  [2013-01-17]. （原始内容存档于2019-07-13）.
19. ↑  . 蘋果日報. 2012-01-18  [2013-01-17]. （原始内容存档于2016-03-04）.
20. ↑  黃良傑、李立法、羅欣貞、曾鴻儒. . 自由時報. 2012-01-19  [2013-01-17]. （原始内容存档于2013-07-11）.
21. ↑  郭志榮、陳忠峰. . 公視. 2012-02-14.[永久]
22. 1 2  張存薇. . 自由時報. 2012-06-07  [2013-01-17]. （原始内容存档于2012-06-10）.
23. ↑  . 蘋果日報. 2012-02-09  [2013-01-17]. （原始内容存档于2017-09-14）.
24. ↑  張南雄. . 中廣新聞. 2012-02-29.[永久]
25. ↑  張存薇、羅欣貞. . 自由時報. 2012-03-01  [2013-01-17]. （原始内容存档于2012-10-31）.
26. ↑  張存薇. . 自由時報. 2012-09-29  [2013-01-17]. （原始内容存档于2012-10-05）.
27. ↑  . 屏東縣政府農業處. 2011-10-06.[]
28. ↑  . 屏東縣政府. 2012-05-08  [2013-01-17]. （原始内容存档于2019-08-24）.
29. ↑  羅正明、黃良傑. . 自由時報. 2012-01-31  [2013-01-17]. （原始内容存档于2012-04-23）.
30. ↑  葉奉達. . TVBS. 2012-02-06  [2013-01-17]. （原始内容存档于2019-07-13）.
31. ↑  陳賢義. . 自由時報. 2012-12-20  [2013-01-17]. （原始内容存档于2013-01-12）.
32. ↑  郭韋綺. . 中國時報. 2013-01-10.[永久]
33. ↑  蔡宗憲. . 自由時報. 2012-12-04  [2013-01-17]. （原始内容存档于2012-12-14）.